# 噂屋
『噂屋』（うわさや）は、原作：保坂歩、作画：蓮見ナツメによる日本の漫画作品。『コミックZERO-SUM増刊WARD』（一迅社）にて連載されたのち、同誌休刊に伴い、2015年よりウェブコミック配信サイト『ゼロサムオンライン』に移籍して連載。単行本は全14巻。

## 作品概要
とある町のビルの一角に存在する奇妙な事務所、“オフィス・アーバン・レジェンド・クリエイション”、略してオフィスUC。通称『噂屋』。その活動内容は、都市伝説の調査や有効利用。依頼者は一部の上流階級、メーカー、警察など。彼らは噂の浸透性や流布性と特殊技能を活かし、他では解決できないような怪事件を解明していく。

## 登場人物
声優はラジオドラマ・ドラマCDのもの。

### 噂屋（UC）
上村 滝太郎（うえむら たきたろう）/ コードネーム：キャラアクター
声：浪川大輔
漫画の主人公。ラジオドラマでは名前だけ登場（しかし『かみむら』と言われていた）。天才コスプレイヤーで、どんなキャラにもなりきることができる特技により、噂屋メンバーとして参加することになった。能力のコスプレは、身長の制限があるくらいで、機械はおろか幽霊を騙すほどそっくりになり、声もトレースできる。また自我を押しこんで内面までキャラになりきることが可能で、記憶喪失のキャラを演じれば本当に過去の記憶が消え失せる。細身な体を利用して女性キャラを演じることも可能で、挙句の果てには人形の真似までできるため、主に流した噂に沿った姿を演じることで真実味を与える実体の役割を担う。手相占いを得意とする女性の話からすると手相もキャラに合わせて変化する・アニメなどの明確なキャラクターどころかネット上で流れる噂を元にした実像すらないキャラになるなど、もはや技術の粋を超えて特殊能力の次元である。体重も、少なくともアヤメよりは軽い模様。ちなみに、イベント会場では名乗らないようにしているらしい。なぜか、佐伯 里花のマイナスドライバーの能力を受けない。後に、草加 麻美にも同様の能力があったことが判明した際も、やはりその影響は受けていなかった。
オフィスUCにおけるいじられ役であり、所長を含めた全員から何かしら言われることが多い。ナオと来須は滝太郎を馬鹿にするときだけは意見が合う。貧乏くじ役でもあり、実体を担うという役割上、危険にさらされることも多い。ちなみに、慰安旅行に行った際はなぜか女性陣と同じ着物を着ていた（その後唐突に男性陣と同じ浴衣になっているが）。
詳細はともかく同じオタクキャラである太田とは仲が良く、ゲームで対戦していたりする。最近は揃ってとある魔法少女物にはまっているらしい。
ネガUCの計画発動後、理人との戦いで窮地に陥った花の前に、花の姿で駆けつける。花のことを出会った時から誰よりも見ていたことで彼女の戦闘技術を完全トレースが可能となっており、迷いがない分だけ本人よりも理人を圧倒して撤退に追い込むことに成功する。なお、花は「見ていたい人間」であって、演じるのは嫌だったとのこと。そんな彼女の姿になったことで色々開き直り、花に自身の想いを告白した。その後、佐伯が潜むスタジオに乗り込み、佐伯や草加の能力を無効化していた「誰でも受け入れる」という気質を持って彼女の能力を破綻に追い込む。
追い詰められた久断が彼の内面を覗いた結果、彼のその脅威的な能力の本質が判明する。その正体とは、クトゥルー神話に出てくる邪神「這い寄る混沌」。これが「その概念を完全に体現する存在」であるか「千の化身の一つ」であるかは語られないが、少なくとも完全予知を有する件の一族ですら未来を見ることができない本物の「ネガUC(語りがたきもの)」であり、下手をすれば社会を崩壊に追い込み運命さえ破綻させる。九段は彼の存在を知り、他人を守る意志を持たせるためにネガUCの存在すら利用して一芝居打っていたのだった。諦めない久断を見て負の方向に傾きかけるも、花の声掛けで自分を取り戻し、かくして彼による危機は防がれた。
登美永 花（とみなが はな）/ コードネーム：ディベートマジシャン
声：田中理恵
噂屋のメンバー。ラジオドラマでは主役。現役高校生のカリスマティーンズモデルで、女子高生やマスコミを使い噂の蒐集や伝播の役割を担っている。また、他のメンツは一般の人脈が皆無なため、そういった面も担当する。妹の凛を殺されたという過去がある。頭脳明晰で運動神経抜群。美人でスタイルも良い。また、肉体的な戦闘力も高く、恐らくメンバーの中では一番強い(所長は除く)。髪型が毎回変わる。常に笑顔を絶やさないことを心がけているのか、親友が殺されたときに笑顔でないことを指摘されかなり動揺していた。クラスは違うが、滝太郎と同じ高校の2年生。周囲の視線を気にせず、普段から滝太郎とは仲良くしているが、どう思っているかは不明。滝太郎絡みでナオの事をからかうことも。
ネガUCの計画発動に伴い、単独行動をとるようになるも、滝太郎の助勢によってようやく理人に勝利する。ただし、滝太郎に復讐に駆られ殺す姿を見られたくないために直接的な手段での復讐は行わず、彼女曰く「卑怯な復讐」を以て理人への憎悪に決着をつける。その後、滝太郎から親しい人間を失った過去をお互い背負い合うと誓われたことで、自分の想いを告白する。なお、実は彼女の妹こそが真のディベートマジシャンとしての才能を持っており、彼女はそのスペアだったらしい。
その後、詳細は不明だがオフィスUCは蘭子たちに一時任せ、滝太郎ともどかしくも楽しい日々を過ごしている様子。なお、滝太郎のコスプレを瞬時に見抜くことができるようになったらしい。
小泉 ナオ（こいずみ なお）/ コードネーム：眠れない預言者
声：松岡由貴
占い師。電子機器を信用していないため、噂屋メンバーで機械に信頼を寄せる来須とは仲が悪い。例外として、科学の皮をかぶった超常やその逆に対してや滝太郎いじりに関しては意見が合う。過去の一切は不明。占い師というよりは、預言者に近く予知能力を持っている。コードネームの由来は寝ている時に予言めいたことを口走っているためと思われる。また初対面の相手の悩みを言い当てたり、幽霊と会話することもできる。滝太郎によくなついており、気にしている素振りを見せる。14歳。
九段と同じ一族の人間で、上記の予知能力もそれ由来である様子。ただし、あまり期待されていなかったらしく、奈久が離反したことでやむなく彼女が後継者となった。
ネガUCの計画を妨害するために自らを神の生贄として使うことを決意し、深い眠りに落ちてしまうも、精神だけは他のメンバーに寄り添っていた。事件解決後も目覚めることはなかったが、来栖が見舞いに来て「直接言いたいことがある」と含みのある言い方をした際は、少し顔が赤らんでいた。
来須 益経（くるす ますたつ）/ コードネーム：チャンネラー
声：日野聡
天才ハッカーでネットに宿る精神とのコンタクトを探求している変わり者。ネット上での情報の調査や捜査を担当している。27歳。ハッキング能力は高く、警察のファイアウォールを突破できる。運動は得意ではない。大の甘党で、机の中にアイスを含めたお菓子が大量に入っている。
かつて里美と同じ研究所に勤めており、かなり親密な仲であった。しかし、彼女が自分との子供をイメージして作成したロボットの超高性能AIプログラムを研究のために無断で使用してしまう（コピーは取っていた）。そのロボットを実の子供並に愛情を抱いていた彼女から、コピー可能なただのプログラムとしか見ていない精神性を否定されて関係は断絶。里美が引き起こした事件の犯人役を押し付けられてしまう。
ネガUCの計画の際は、里美が仕掛けた「大人が子供を認識できなくなる」という暗示を仕掛けたマルウェアの削除を行いつつも、歪な情報拡散を封じるために「責任感の強化」という暗示を仕掛ける。その後、オフィスUCに現れた里見にかつての行いを心から詫びる。そんな彼に対して里見が投げかけた「一緒に死んでくれる？」という問いに、死んではやり直しができないという言葉に加えて「ナオを待ってやりたい」という想いを告白して拒否するも、里見はビルからその身を投げてしまう。
事件収束後は詳細は不明だがオフィスUCの社長となっており、似合わないスーツを着つつ事務処理に苦心している。目が覚めたら言いたいことがあるらしく、その合間にナオの見舞いを行っているようである。
三枝 九段（さえぐさ くだん）
声：藤原啓治
UCの社長。神出鬼没で捕らえどころのない性格。名前も偽名らしく、その素性を知るものはいない。牛のような角の生えた帽子が特徴的で、名前の由来は件と思われる。
かつて、先代メンバーとともにオフィスUCの前身である「世間話研究所」の所長も務めていた。実はその時点でネガUCの二葉久断と進藤里人らしき人物と関連を持っていた。また、害悪となる人物の発生がわかるらしい。
その素性は、一族の予知能力で知った重大な事件に対して、被害を最小限に抑える役割を持っている。そのためならいかなるものも切り捨てるという非常に冷酷な一面を持っており、旧オフィスUC解体とネガUC誕生のきっかけを作った。
しかし、それらの行動は全て世界を破綻に追い込みかねない「上村滝太郎」という邪神の封印を目的としたものであった。最初から奈久が敗れることは予知によって把握しており、先代噂屋の崩壊や佐伯の死亡も含めて最小限の被害であったらしい。全てを明かした後は、滝太郎たちが自分を殺しもしなければ裁くことも不可能であるため、奈久とともに姿を消す。この際、今回のやり方に対してナオの精神体に苦言を呈されている。
後に、人類を間引こうと動く一族を察知した先代噂屋の藤四郎と里見から協力を呼びかけられ、奈久とともに人知れず未来の礎を築くべく行動を開始する。
実は彼の一族は、かつて「モロク」「ケルヌンノス」「件」など様々な呼称を持つ「角を持つ神」の啓示を受けて、未来の糧となる者たちを守るための存在であった。なお、件の出現は大きな災禍の兆しであり、それが長い間現れ続けるというのはよほどの事態であるらしい。即ち彼らは神の眷属であり、彼を殺したりすると運命は大きく歪み、下手すれば過去さえ書き換わる可能性さえあるとのこと。
メリン・西條
調香師(パフューマー)で、様々な香りを扱う。羽鈴村で暗躍していたが、滝太郎たちに逆襲される。その後は一命を取り留め、オフィスUCの非常勤メンバーとなる。非常勤のためか、コードネームはない。嗅覚が敏感で来須の机の中のスイーツの総数を当てたこともある。霊感も多少あるのか、血まみれの幽霊の存在を｢鉄臭い｣と認識したこともある。なお、ややフェチ嗜好がある模様。
滝太郎のことはタッキーと呼ぶ。香りという見えざるものを扱うゆえか、見えざるものと対話するナオを気に入っているようだが、当人からは拒否されている。他のメンバーからも扱いはぞんざいなことが多い。
実は先代噂屋を知っており、ネガUCから勧誘を受けていたが、過去を反省していたために香水を一つ譲っただけで拒否した模様。その後、カラスと協力して人々が落ち着く香りを振りまくことで鎮静化の後押しをしている。
事件解決後は花たちが抜けたオフィスUCにて、サポートメンバー3人娘と一緒に切り盛りしている。尻に敷かれ気味だがヨルガオとは仲がいいらしく、他二人から関係を疑われている。

### 噂屋サポートメンバー
福泉 蘭子（ふくいずみ らんこ）
声：豊崎愛生
通称ランコ。上村や花の後輩。眼鏡っ子。すぐドジを踏む、天然少女。花に強く憧れている。ラジオドラマの語り手で、ライトノベル版では主人公。一度見たことや聞いたことは忘れない記憶力を持ち、来栖から一目置かれていた。
実は来栖のスペアとして目をつけられている人材であった。実際、花たちからオフィスUCを預かった際はウェブなどを担当している様子。
葛西 アヤメ（かさい あやめ）
声：戸松遥
通称アヤメ。猪突猛進、体育会系の少女。蘭子の同級生。自分を上まわる身体能力を持つ花に、ライバル心を抱いている。強気な性格だが照れ屋である。滝太郎のことはその細い外見から、ゴボウ先輩と呼んでいる。なお、どこまで本気かは不明だが、花のライバルとしてヨルガオと合わせて滝太郎争奪戦に名乗りを上げている。
事件解決後はモデル及び噂屋になったらしい(曰く、モデルをやっているのはコネのため)。花を参考に研究していたらしく、ポージングは花にそっくりとのこと。ただし、そのことでからかうと機嫌が悪くなる。噂屋における役割は不明。
海野 夜顔（うみの よるがお）
声：寿美菜子
通称ヨルガオ。気弱で人見知りな文学少女。ランコらと共に花に協力する。花を敬愛している。男性恐怖症であり、保健室でよく休んでいる。ただし、滝太郎とは普通に話せる。ドールが好き。
花がネガUC絡みの噂で捕縛された際、真剣に彼女を助けようとする滝太郎を見て見惚れる。その後、花と滝太郎の信頼感あふれる様子に目線を注いでいるのを見たメリンに「どちらへの嫉妬？」と問われた際は、真っ赤になって即答できなかった。その後、様々な事情で離散しつつあるオフィスUCの様子を察し、花を発奮させるために敬愛する彼女に対して恋のライバル宣言をした。
事件解決後は、噂考案担当としてオフィスUCに所属し、リーダーと言える立場にある模様。メリンとは彼の行動を諌めたりサポートしてもらったりと、親しくしている様子。
カラス
通称などではなく、本当にカラス。序盤で登場した依頼者であり、人語を話すことが可能。その後も交流があるのか、人語を喋ることはないものの、所々で登場している。最終話ではメリンに餌をもらっているが、オフィスUCに所属しているかは不明。

### ネガUC
二葉 久断（ふたば くだん）
UCのライバル組織であるネガUCのリーダー。外見は中学生ぐらいの少年。牛の骸骨のネックレスをしている。言動が大人びており、冷酷。ただし、喋るセリフかひらがな交じりである。ナオと因縁があるらしく、同じ予言をしているような描写がある。
かつて、世間話研究所に在籍しており、そこでは奈久（なく）という名前だった。九段と同じ一族なようで、後継者として研究所にて予言能力の訓練を行っていた。（旧）オフィスUCメンバーとの仲は比較的良好で、後述する菊と渡のことは両親のように慕っていた。しかし、発生した災害とそれに伴う不穏な噂によって発生する暴動を回避するため、九段が菊を騙して利用し、間接的に社会的にも肉体的にも殺したことに憤慨。挙句の果てにそこまでして守った人々のあまりに醜悪な内面に触れたことで絶望して離反。里人らを勧誘してネガUCを立ち上げ、様々な実験を経て得た理論によって「大人たちが子供を認識できなくなる」という怪異を引き起こした。
他メンバーが全滅に追い込まれても、九段を殺せば運命が歪んで奇跡さえ起こるかもしれないと唆すも、その態度は滝太郎を怒らせてしまう。結果、彼が未来予知が可能な彼にさえ名状し難い「邪神」であることを悟り、彼に恫喝されたことで恐怖に駆られて気絶してしまう。眠りの中で九段から全ての真相を聞かされ、ようやく計画は完全崩壊することとなった。
その後、九段とともに渡の姿を見に来たところで、待ち伏せていた藤四郎と里見に遭遇。九段から渡との生活を勧められるも、彼自身の意思で未来の見えない戦いに挑むことになる。
佐伯 里花（さえき りか）/ コードネーム：マイナス・ドライバー
近くにいるだけで、人を不安にさせる体質の少女。いつも白いゴスロリ服を着ている。滝太郎の友人であった草加麻美と瓜二つであり、彼女と因縁があるらしい。歌声は人を自殺に追い込む効果を持つ。残酷な性格の持ち主。ネガUCの中で、唯一料理ができる。現在、逮捕されており身動きが取れない状況であるが、警察内の協力者の手により電話をかけることで人を犯罪に走らせたりしている模様。
ネガUCの計画発動に際し、協力者の手で脱走。テレビ局にてスタッフを自殺に追い込みつつ、アイドル気分で一部の見逃したスタッフに撮影をさせていた所で、理人を倒した滝太郎と花に発見される。二人に悪意に満ちた言葉を投げかけつつ、実は自分は「死神」の才能を持つ草加のスペアであり、深い嫉妬とその才能を放棄したことへの憎悪を漲らせていたことを明かす。草加そっくりの格好をしているのは滝太郎への嫌がらせであったらしい。しかし、いくら言っても過去を二人で背負うことを決めた二人にはさざ波すら起こせず、逆に己の弱さを指摘される。そこで、今度は自分の能力で花を自殺に追い込もうとするも、これさえも耐えられてしまう。そんな現実を拒絶しようとするも、直前に現実を直視させようとしたことを指摘されて反論できずに逃走。自棄気味にたまたまであった親子を自殺に追い込もうとするも、失敗。拠り所である能力が崩壊したことで呆然とうなだれたのだった。ちなみに、逃走時に理人の存在を頼っており、彼のことが好きであった模様。
後に、人類を間引くという彼女の思想と能力に目をつけた一族によって利用されようとしているらしいことが語られている。
進藤 里人（しんどう りひと）/ コードネーム：歯車の破壊者
殺人鬼。ギターケースに片手斧を手にしている。ウェーブのかかった長髪の男。花の妹の凛を殺した犯人。戦闘で花に勝ったことから、頗る身体能力が高いことがわかる。詳細は不明だが、殺す相手にしか興味がないらしい。
先代の時代において、彼らしき人物を利用する警察機構と九段は手を組んでいた。その目的は「存在してはいけない犯罪者を裁くため」。しかし、その存在は九段と藤四郎の離別を呼ぶこととなる。
ネガUCの計画時、花と交戦し追い込むことに成功するも、花の姿をした滝太郎が加勢したことで逆に追い込まれて逃走。車を運転中、逃走する際に花が投げ込んできたバスケットの中に入っていた植物「オヴィディウム」が突如急激に成長する。この植物は人間の心を投影した花言葉の花を咲かせるという特性を有しており、殺す相手にしか興味のない彼の心を読み取って、八瀬六子を始めとする彼が今まで殺してきた人物の顔を象った花を咲かせる。そして、登美永凛の顔の花を見て顔を青ざめさせたところで絡まってきたオヴィディウムのつたによってハンドル操作を誤り、壁に激突するという末路を遂げる。「過去と彼自身の手による復讐」という卑怯な復讐の代償として、花は彼の命も背負って生きることを誓った。
三浦 里美（みうら さとみ）/ コードネーム：レディ オートマトン
表向きは経営コンサルタント。眼鏡をかけた女性。来須と同じく、高いハッキング能力を持ち、マッドサイエンティストの一面を持つ。かつて来須と一緒に脳や心の研究をしていた。大の辛党。いわく、ネットの精神とコンタクトを取る方法を見つけたらしい。
ネガUCの計画において、それまでの計画によって得られたデータによって未来予知を行うマルウェアを完成させ、町の人間に「子供が見えなくなる」という暗示をかける。しかし、発奮した来栖によって無力化されると直接彼に接触、ビルの屋上にて過去に対して心から謝罪を行う来栖に対して、心中を持ちかける。しかし、それを拒否されたことでもはや彼は自分の元に来ないと悟ったのか、子供を大切にするように言うと一人で身を投げる。来栖は暗がりのせいで死亡してしまったと思ったが、実は藤四郎によって救助されていた。
後に、利用されようとしている佐伯を救出するため、藤四郎や九段の二人を誘っている。

### 先代噂屋
安彦　藤四郎（あびこ　とうしろう）
「話術師」。花に弁論と体術を教えた師匠。体格は大柄。髪はオールバックで、後ろで束ねている。とあるマンションの屋上にある一軒家に住んでいる。黒猫を飼っており、よく肩に乗せている。
詳細は不明だが、かつては仙人と呼ばれていた模様。世間話研究所に協力していたのは、自分のような外れ者が少しでも世の役に立つためであった。そのため、九段が殺人鬼を飼っていることを知った際は憤慨した。
全てが解決した後は、差益を利用とする一族の動向を察知、九段と和解してともに追跡することになる。
鹿島 菊（かしま　きく）
「千筆の絵師」。全身黒ジャージの黒髪ロングの女性で、工作などを得意とするデザイナー。コードーネームで呼ばれるのは好まない様子。世話好きなのか、奈久に料理を振舞ったりもしていた。
噂の実体を担当する、現在の滝太郎と同じポジションに当たる。ただし、主に平面画で騙す形なので夕方以降でなければ満足に効果を出せないなど、本人は安全なものの確実性と汎用性は欠ける（変装はのっぺらぼうが限界らしい）。
ある時大規模災害によってインフラが崩壊した際、発生した食中毒による不安を払拭するために九段の策に乗って犯人役を引き受ける。本人はその後に安全な場所に脱出する手筈と聞いていたが、実は彼女を暴徒に殺させるまでが計画であった。脱出するまでの潜伏先をリークされ、暴徒に先回りされていたことで真の計画を把握。自棄なのか狂ったのかも分からない言葉を吐いた所でそのシーンは終了し、後の新聞には暴行を受けて殺されたこと及びそもそもの食中毒が特定の犯人が仕込んだのではなく食料品会社の不手際だったことが報じられた。それに対して、彼女を非難して殺しまでした人々は「自分たちも誤情報に振り回された被害者」というスタンスだったために奈久を絶望に叩き落とすこととなった（「母親」を失った奈久が善意の声を聞き逃した可能性もある）。ただし、藤四郎のセリフから、最後の裏切りは後述する八瀬六子の独断だった可能性がある。
杉沢 渡（すぎさわ　わたる）
コードネーム不明。情報収集に長けた作家。やや軽い他、藤四郎の交渉に食ってかかるなどやや愉快犯とも言えるところがある。菊とは恋人に近い関係だった。
被害を最小限に抑えるためにはどんな手段も使う九段のやり方を許容できず、彼もオフィスUCを離脱することになる。その後、詳細は不明だが、どこかの店で働いている様子が描かれている。
立場的には来須に近い。
八瀬 六子（やせ　ろくこ）
「阿防の踊り巫女」。フルートの音によって人心を操る演奏家。鼠などの動物にも作用するようだが、「噂に飲まれやすくなる」など少しだけ揺り動かす程度で精神力が強いものには効かない。
能力などは里花の能力に近いが、関連は不明。様付けをするなど、九段に心酔している。そのため、菊の事件も計画の全貌を知りながらも積極的に協力していた。後に、計画の妨げになるとして奈久が差し向けた理人によって殺害された(奈久の私怨があったかは不明)。
実は九段に心酔しているのではなく、件の一族の監視者であり、件の一族は彼女らの家畜に過ぎない。まともな人間ですらなく、人間の手で殺すことは不可能。さらには大規模な間引きを計画しているらしく、佐伯を使って新しい噂屋を立ち上げようと計画している。

### その他
草加 麻美（くさか あさみ）
声：小清水亜美
上村が噂屋に入るより前に、上村にとって唯一の友人だった少女。ゴスロリ服を好む。殺人事件に巻き込まれ殺される。上村が噂屋に入るきっかけとなったのは、彼女の死が関係している。一人称は｢草加｣。
彼女の殺害事件の真相は、特別な隔離をされていた彼女の殺害犯によって語られた。実は里花同様、精神干渉系特殊能力の持ち主で、その効果は「周囲の人間関係を破綻させる」という凶悪なもの。しかし制御は一切できておらず、班分けやいじめグループなど彼女に関わった集団はもれなく勝手に瓦解していった。その結果、周囲から疫病神扱いされており、負の感情をため込んでいた。そんな彼女を見込んで奈久はネガUCに勧誘したのだが、その直後に理解者にして自分の能力の影響を受けない滝太郎と出会ったことで誘いを拒否する。彼女が殺されたのはその制裁であった。
太田 重暁（おおた しげあき）
大柄の中年の警察。噂屋と警察のパイプ役。趣味はアニメとゲームとマンガとラノベ。通称キモオタ。花の妹の殺人事件に関与しており、左手が義手である。同人イベントに参加している。太田分室と呼ばれる狭い分室に勤めている。
後藤（ごとう）
太田の部下。髪を束ねた女性で、ほぼモブキャラである。無理やり太田の趣味の同人イベントで荷物持ちをさせられ、屈辱を感じていたが、イベントにハマってしまった。どういう感情を抱いているか不明だが、太田のことは信頼しているらしく、よりかかって寝るということもあった。
奈久が引き起こした怪異の際、どこかに監禁された太田を酷く心配していた。無事を確認できた際は普段の無表情が嘘のように崩れており、少なくとも好意は抱いていた様子。
ネガUCの事件後は警視に出世したが、太田分室に入り浸っている。大谷、噂屋の背負うものを一緒に背負おうと言われた時は、満面の笑みを見せている(花と滝太郎の件を聞いているかは不明)。

## 小説
一迅社文庫アイリスより刊行。原作者自身がノベライズしている。
1. 「噂屋 Another file―甘い甘い甘い交流授業」